# La Chapelle-des-Fougeretz
La Chapelle-des-Fougeretz (en bretó Chapel-Felgeriz) és un municipi francès, situat a la regió de Bretanya, al departament d'Ille i Vilaine. L'any 2006 tenia 3.265 habitants. Limita amb Montgermont al sud, Pacé a l'oest, Saint-Grégoire a l'est, Melesse al nord-est i La Mézière al nord.

## Demografia
| 1962                                       | 1968 | 1975  | 1982  | 1990  | 1999  |
| ------------------------------------------ | ---- | ----- | ----- | ----- | ----- |
| 548                                        | 644  | 1.077 | 1.791 | 2.513 | 3.306 |
| Des de 1962: població sense dobles comptes |      |       |       |       |       |

## Administració
| Període   | Identitat           | Partit |
| --------- | ------------------- | ------ |
| 1983-2008 | Philippe Tourtelier | PS     |
| 2008-     | Gisèle Apétoh       | PS     |